# QV75
QV75 (англ. Queen Valley № 75) — гробница в Долине Цариц, принадлежавшая древнеегипетской царице Хенутмире, предположительно, дочери (или сестре) фараона Рамзеса II. Гробница упоминалась Шампольоном и Лепсиусом.
Лепсиус даёт краткое описание этой гробницы и обозначает под номером 1. Лепсиус, а также Портер и Мосс считали гробницу принадлежащей неизвестной царице.
Гробница расположена ближе к устью Долины, и является одной из последних гробниц, украшенной в стилистике периода Рамсеса II. Указанный титул «Дочь фараона» может указывать, что гробницу строили для любой принцессы крови и подготовили для Хенутмиры, когда она умерла.

## Усыпальница

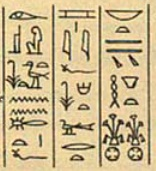
Титулы царицы Хенутмиры из гробницы QV75

Наружный зал украшен несколькими сценами с изображением богов. Две фигуры Анубиса показаны перед кивотом. Хенутмира изображена перед божеством и Гором.
В коридоре царица нарисована перед Ра-Хорахте.
Во внутреннем зале покойная преклоняется перед Ра-Хорахти в облике ястреба. Сцена включает изображения бабуинов, богинь Исиды и Нефтиды. Присутствуют рисунки мебели, включая львиноголовую кушетку и кресло с подлокотниками в виде коровьих голов. У кушетки также изображено зеркало, а возле кресла — баночка с мазью.
Столбы также расписаны. На первом столбе изображены Гор-Инмутеф, Хатхор, Исида, душа Пе; на втором: Осирис, Маат, Нейт и душа Нехен; на третьем: вновь Гор-Инмутеф, души Нехен, Нефтида и богини Запада.
Саркофаг царицы узурпировал жрец Харсис для своей гробницы в Мединет-Абу. На саркофаге Хенутмира называется дочерью и, возможно, женой фараона (последнее неразборчиво).
В папирусах Генри Солта бригадир Панэб обвиняется в незаконном проникновении в усыпальницу Хенутмиры, где он украл фигурку гуся, позже найденную в его доме.
Имеются свидетельства, указывающие, что гробницу вновь использовали во время XXII династии. В период Римского владычества в погребальном зале вырыли котлован.